# Patriotas por Europa
Patriotas por Europa (en inglés: Patriots for Europe) es un grupo parlamentario del Parlamento Europeo de extrema derecha y euroescéptico, impulsado por el partido Patriotas.eu. Fue creado en la décima legislatura del Parlamento Europeo y anunciado en una conferencia de prensa en Viena el 30 de junio de 2024 por el primer ministro húngaro Viktor Orbán (Fidesz), el ex primer ministro checo Andrej Babiš (ANO 2011) y el exministro del Interior de Austria Herbert Kickl, así como el eurodiputado Harald Vilimsky (FPÖ).

## Historia
Los eurodiputados de Fidesz no pertenecían a ningún grupo de la UE hasta hace poco, habiendo dejado la facción del Partido Popular Europeo en marzo de 2021. Los eurodiputados de ANO 2011 pertenecían a la facción liberal-centrista Renovar Europa desde 2011, pero la dejaron después de las elecciones al Parlamento Europeo de 2024 después de desacuerdos sobre el programa. El FPÖ perteneció al grupo Identidad y Democracia en la novena legislatura.
El KDNP húngaro, que tiene 1 eurodiputado, también anunció su intención de unirse a la alianza tras su salida del Grupo del PPE. El 1 de julio, el partido nacionalista portugués Chega! se convirtió en el cuarto miembro de los Patriotas por Europa, con dos eurodiputados.
El 5 de julio, el partido español Vox también se unió, dejando los Conservadores y Reformistas Europeos. El mismo día, el neerlandés Partido por la Libertad, anteriormente parte del grupo Identidad y Democracia, también anunció que se uniría. El 6 de julio, el Partido Popular Danés y Vlaams Belang, ambos parte del Grupo ID, anunciaron que también se unirían, colocando al grupo por encima del mínimo de los Estados miembros requeridos para la formación del grupo.
El 8 de julio, la Agrupación Nacional francesa y la Lega italiana fueron anunciadas como nuevos miembros del grupo. Ese mismo día, Jordan Bardella, presidente de la Agrupación Nacional, fue nombrado presidente del grupo.

## Ideología
Los representantes de los tres partidos firmaron "un manifiesto patriótico para un futuro europeo". Según el manifiesto, la única política europea válida es aquella cuya legitimidad está arraigada en la existencia de las naciones europeas y que preserva y celebra la identidad, las tradiciones y las costumbres europeas, y continúa su herencia grecorromana y judeocristiana. Eso establece la ideología de la alianza, que incluye una mayor soberanía para los Estados miembros de la UE, la lucha contra la inmigración ilegal y una revisión del Pacto Verde Europeo.

## Composición
El grupo, en la Décima legislatura del Parlamento Europeo, está formado por los siguientes diputados:
| Total | Total                       | Partido político europeo                                                 | Partido político europeo                                               | Partido miembro                             | Partido miembro                                 | Diputados         | Diputados            | Diputados            |
| Total | Total                       | Partido político europeo                                                 | Partido político europeo                                               | Partido miembro                             | Partido miembro                                 | Respecto al grupo | Respecto a su estado | Respecto a su estado |
| ----- | --------------------------- | ------------------------------------------------------------------------ | ---------------------------------------------------------------------- | ------------------------------------------- | ----------------------------------------------- | ----------------- | -------------------- | -------------------- |
|       | Patriotas por Europa 85/720 |                                                                          | Patriots.eu 78/86                                                      |                                             | Agrupación Nacional Rassemblement national (RN) | 29/86             | 29/81                | Francia              |
|       | Patriotas por Europa 85/720 | Fidesz-Unión Cívica Húngara Fidesz-Magyar Polgári Szövetség (FIDESZ)     | Patriots.eu 78/86                                                      | 10/86                                       | 10/21                                           | Hungría           |                      |                      |
|       | Patriotas por Europa 85/720 | Liga por Salvini Premier Lega per Salvini Premier (LSP)                  | Patriots.eu 78/86                                                      | 8/86                                        | 8/76                                            | Italia            |                      |                      |
|       | Patriotas por Europa 85/720 | Sí 2011 Ano 2011 (ANO)                                                   | Patriots.eu 78/86                                                      | 7/86                                        | 7/21                                            | Chequia           |                      |                      |
|       | Patriotas por Europa 85/720 | Partido de la Libertad de Austria Freiheitliche Partei Österreichs (FPÖ) | Patriots.eu 78/86                                                      | 6/86                                        | 6/20                                            | Austria           |                      |                      |
|       | Patriotas por Europa 85/720 | Partido por la Libertad Partij voor de Vrijheid (PVV)                    | Patriots.eu 78/86                                                      | 6/86                                        | 6/31                                            | Países Bajos      |                      |                      |
|       | Patriotas por Europa 85/720 | Vox (VOX)                                                                | Patriots.eu 78/86                                                      | 6/86                                        | 6/61                                            | España            |                      |                      |
|       | Patriotas por Europa 85/720 | Interés Flamenco Vlaams Belang (VB)                                      | Patriots.eu 78/86                                                      | 3/86                                        | 3/22                                            | Bélgica           |                      |                      |
|       | Patriotas por Europa 85/720 | ¡Basta! Chega! (CH)                                                      | Patriots.eu 78/86                                                      | 2/86                                        | 2/21                                            | Portugal          |                      |                      |
|       | Patriotas por Europa 85/720 | Voz de la Razón Φωνή Λογικής (ΦΛ)                                        | Patriots.eu 78/86                                                      | 1/86                                        | 1/21                                            | Grecia            |                      |                      |
|       | Patriotas por Europa 85/720 | ECPM 1/77                                                                |                                                                        | Letonia Primero Latvija Pirmajā Vietā (LPV) | 1/86                                            | 1/9               | Letonia              |                      |
|       | Patriotas por Europa 85/720 | Ninguno 6/86                                                             |                                                                        | Movimiento Nacional Ruch Narodowy (RN)      | 2/86                                            | 2/53              | Polonia              |                      |
|       | Patriotas por Europa 85/720 | Ninguno 6/86                                                             | Motoristas por Sí Mismos Motoristé Sobě (MS)                           | 1/86                                        | 1/21                                            | Chequia           |                      |                      |
|       | Patriotas por Europa 85/720 | Ninguno 6/86                                                             | Movimiento Cívico Juramento Přísaha Občanské Hnutí (P)                 | 1/86                                        | 1/21                                            | Chequia           |                      |                      |
|       | Patriotas por Europa 85/720 | Ninguno 6/86                                                             | Partido Popular Danés Dansk Folkeparti (DF)                            | 1/86                                        | 1/15                                            | Dinamarca         |                      |                      |
|       | Patriotas por Europa 85/720 | Ninguno 6/86                                                             | Partido Popular Demócrata Cristiano Kereszténydemokrata Néppárt (KDNP) | 1/86                                        | 1/21                                            | Hungría           |                      |                      |